# Едуард фон Фішер
Едуард Фішер (нім. Eduard Fischer) — австрійський військовий діяч, розвідник, контррозвідник, генерал жандармерії.

## Біографія
Едуард фон Фішер (Eduard von Fischer, 1862–1930) був австро-угорським військовим і політичним діячем, відомим своєю роллю під час Першої світової війни. Він служив у збройних силах Австро-Угорщини і здобув репутацію компетентного офіцера в адміністративній і бойовій сферах.
Особливо його ім’я асоціюється з подіями в окупованій Галичині та на Буковині, де він займався організацією тилової служби. Після війни Фішер став однією з фігур, які виступали за збереження австрійських традицій та впливу на новостворених територіях.
Він також згадується як активний учасник військових і дипломатичних місій в Україні в період Першої світової війни та Української революції. Його діяльність мала як військовий, так і політичний характер, і впливала на відносини між Центральними державами та Українською Народною Республікою.
У пізні роки фон Фішер відійшов від публічної діяльності, зосередившись на написанні мемуарів, де детально описав період розпаду Австро-Угорської імперії. Помер у 1930 році.